# 鄧國清
鄧國清（1931年—2020年10月），臺灣水彩畫家，1956年畢業於政工幹校藝術系，繼承英式正統水彩技法，重視色彩高度透明的層次變化，畫作多以鄉間風情與自然景觀為主題。

## 生平
1931年出生於中國湖南省邵陽市，筆名戈青。於邵陽就讀中學時受到中國美術家陳白一啟蒙，到處寫生、描繪自然風景，奠定繪畫基礎與興趣。後隨國民黨政府遷移臺灣。為延續繪畫志趣，進入政工幹校藝術系就讀（今國防大學政治作戰學院應用藝術學系），並於1956年畢業。
鄧國清在校期間隨林克恭（1901—1992）、劉獅（1910—1970）、梁鼎銘（1898—1959）、梁中銘（1906—1982）、梁又銘（1906—1984） 等名師學畫，受到英國水彩技法影響很深，作品大多以鄉間風情與自然景觀為繪畫主題。
1961年，鄧國清返回政工幹校藝術系任教，並投入藝術教育工作。曾任政工幹校藝術系主任、臺灣藝術大學美術系教師、臺北市教育部文藝創作展評審委員、中華亞太水彩藝術協會榮譽顧問、臺灣國際水彩畫協會顧問等。

## 畫作風格
鄧國清為「政戰體系」畫家之一。以英式重疊、縫合技法見長，講求顏料清透層疊，自然展現光的色澤與透明的層次變化。擅長以細膩的筆法，表現臺灣鄉土特有的風土景觀與人文情懷。在他的作品中常以臺灣的自然景觀入畫，如山林、原野、溪流、水鄉、村舍、茅屋，追求師法自然，以「東方的精神融合西方技法」，營造「畫中有詩、詩中有畫」的自然意境。